# Papuana fascicula
Papuana fascicula är en skalbaggsart som beskrevs av Voirin 1997. Papuana fascicula ingår i släktet Papuana och familjen Dynastidae. Inga underarter finns listade i Catalogue of Life.